# 岩本司
岩本 司（いわもと つかさ、1964年7月21日 - ）は、日本の政治家。民主党所属。
参議院議員（2期）、農林水産副大臣（野田内閣・野田第1次改造内閣・野田第2次改造内閣）、渋谷区議会議員（1期）などを歴任。

## 来歴
福岡県福岡市生まれ。泰星高等学校を経て、日本大学生産工学部卒業。会社員を経て、日本新党に入党。
1995年、日本新党公認で渋谷区議会議員選挙に出馬し、初当選。区議を1期務めた後、出身地の福岡県へ戻り、2000年の第42回衆議院議員総選挙に民主党公認で福岡2区から出馬したが、自由民主党の山崎拓に敗れ、落選。重複立候補していた比例九州ブロックでも次点であった。翌2001年、第19回参議院議員通常選挙に福岡県選挙区から民主党公認で出馬し、自民党の松山政司に次ぐ得票数2位で当選した。2002年、民主党衆議院議員の古賀一成が衆院福岡県第6区補欠選挙出馬のため議員辞職し、次点の岩本が繰り上げ当選の対象になったが、既に参院議員に当選していたため、繰り上げ当選を辞退した（これにより次々点の米沢隆が当選）。2007年の第21回参議院議員通常選挙で再選、参議院厚生労働委員長に就任。2008年6月に後期高齢者医療制度廃止法案審議における運営に反発した自民、公明両党から不信任動議が提出されたが否決された。野党委員長への解任決議の採決は日本国憲法下では2008年6月の岩本が史上初であり、2008年12月の解任決議の投票では野党の日本共産党が反対をせずに棄権している。
2011年9月、野田内閣で農林水産副大臣に任命された。野田第1次改造内閣、野田第2次改造内閣においても留任。
2013年7月の第23回参議院議員通常選挙には出馬しなかった。

## 不祥事
政治活動費
2011年12月、岩本の資金管理団体「岩本つかさ後援会」が、高級クラブや違法キャバクラ等での飲食費を政治活動費の名目で支出していた事実を、農林水産副大臣の記者会見で公表した。
年金未納問題
2004年5月13日の民主党のメールマガジンによると、年金未納問題の際に国民年金が8か月間未納であった。

## 所属団体・議員連盟
- 民主党日韓議員交流委員会（副事務局長）
- 民主党娯楽産業健全育成研究会（常任幹事）
- 日韓議員連盟